# Eusterinx arcuata
Eusterinx arcuata är en stekelart som beskrevs av Dasch 1992. Eusterinx arcuata ingår i släktet Eusterinx och familjen brokparasitsteklar. Inga underarter finns listade i Catalogue of Life.